# حيدر أباد (تشاراويماق)
حيدر أباد (بالفارسية: حیدرآباد) هي منطقة سكنية تقع في قسم ورقه الريفي في إيران. يقدر عدد سكانها بـ 15 نسمة بحسب إحصاء 2016.